# Австралийски совов козодой
Австралийският совов козодой (Aegotheles cristatus) е вид птица от семейство Aegothelidae. Видът е незастрашен от изчезване.

## Разпространение
Разпространен е в Австралия и Папуа-Нова Гвинея.